# James F. Murray
James F. Murray, Jr. (ur. 1919, zm. 12 marca 1965) – amerykański historyk, prawnik, senator Partii Demokratycznej z New Jersey w latach 1954–1958. 

## Publikacje
- (współautor: Oskar Halecki), Pius XII: Eugenio Pacelli. Pope of peace, New York: Farrar, Straus and Young 1954 (wiele wydań i przekładów).
- Pius XII, Małżeństwo na zawsze, wybór przemówień James F. Murray i Bianca M. Murray, tłum. Jan J. Stoppa, Sandomierz: Wydawnictwo Diecezjalne i Drukarnia 2009.